# Premi Lumière 2002
La cerimonia di premiazione della 7ª edizione dei Premi Lumière si è svolta il 25 febbraio 2002 al Forum des Images di Parigi.

## Vincitori
- Miglior film: Il favoloso mondo di Amélie (Le fabuleux destin d'Amélie Poulain), regia di Jean-Pierre Jeunet
- Miglior regista: Patrice Chéreau - Intimacy - Nell'intimità (Intimacy)
- Miglior attrice: Audrey Tautou - Il favoloso mondo di Amélie (Le fabuleux destin d'Amélie Poulain)
- Miglior attore: Michel Bouquet - Comment j'ai tué mon père
- Migliore sceneggiatura: Jean-Pierre Jeunet e Guillaume Laurant - Il favoloso mondo di Amélie (Le fabuleux destin d'Amélie Poulain)
- Migliore promessa femminile: Rachida Brakni - Chaos
- Migliore promessa maschile: Abdel Halis - 17, rue Bleue
- Miglior film straniero: Billy Elliot, regia di Stephen Daldry